# Téllez Point
Der Téllez Point ist eine Landspitze im Nordosten von Elephant Island im Archipel der Südlichen Shetlandinseln. Sie liegt 3 km westlich des Kap Valentine.
Das UK Antarctic Place-Names Committee benannte sie 2019. Namensgeber ist José Muñoz Téllez, Bootsmann auf der Yelcho unter Kapitän Luis Pardo, mit der am 30. August 1916 die Rettung der auf Elephant Island gestrandeten Teilnehmer der Endurance-Expedition (1914–1917) des britischen Polarforschers Ernest Shackleton gelang.